# منيف العنزي
منيف خليف العنزي لاعب كرة قدم سعودي ، يلعب في نادي الشرق.
لعب سابقاً في نادي الكوكب و نادي الشرق و نادي السلمية.